# Аруин, Леонид Иосифович
Леонид Иосифович Аруин (1924—2018) — русский учёный-патологоанатом.

## Биография
Родился 29 мая 1924 года в Москве в семье врача. Его отец — Иосиф Соломонович Аруин (1893—1946), токсиколог, профессор Военно-ветеринарной академии; похоронен на Введенском кладбище (уч. 23).
Во время Великой Отечественной войны учился в Высшем Военно-морском медицинском училище Военно-морской академии, которое окончил в 1947 году. Служил врачом зенитного полка на Сахалине. В 1950 году прошёл профессиональную переподготовку по патологической анатомии при кафедре Военно-медицинской академии под руководством профессора С. С. Вайля.
С 1951 года служил патологоанатомом на Военно-морском флоте: врачом морского госпиталя Ленинградского военного порта, затем в дивизии торпедных катеров в Риге, начальником патологоанатомического отделения Военно-морского госпиталя в Лиепае. Начал заниматься научными исследованиями: проводил первые в стране экспериментальные исследования механизмов гипербарической оксигенации. В 1960 году в звании подполковника был демобилизован в связи с сокращением армии.
Вернувшись в Москву, в течение года работал патологоанатомом в 61-й городской больнице. Затем стал заведующим прозектурой 1-го Московского медицинского института им. И. М. Сеченова. Работая под руководством профессора А. И. Струкова, Л. И. Аруин оттачивал клинико-морфологические подходы в изучении патологии человека, использовал сложные гистохимические методики исследования. Им был накоплен большой практический материал и проведены эксперименты по изучению патологии эндокринной системы.
В 1965 году защитил кандидатскую диссертацию «Изменения коры надпочечников при ревматизме (клинико-морфологическое и гистохимическое исследование)» и был избран старшим научным сотрудником лаборатории гастроэнтерологии АМН СССР. При организации Всесоюзного научно-исследовательского института гастроэнтерологии Министерства здравоохранения СССР в 1967 году он был приглашён директором института академиком В. Х. Василенко на должность заведующего лабораторией патоморфологии, которую он создал и возглавлял почти 30 лет. В 1971 году им была защищена докторская диссертация «Патоморфология желудка и тонкой кишки при пострезекционных синдромах»; с 1983 года — профессор.
В 1995 году вышел на пенсию и переехал на постоянное место жительства в Израиль к своим детям и внукам. Скончался 24 января 2018 года от отёка лёгких, развившегося за два дня до смерти. Похоронен на кладбище города Бейт-Шемеш (в 23 км от Иерусалима).
В числе его научных интересов — фундаментальные проблемы регенерации и клеточного обновления, регуляторная функция кейлонов, канцерогенез, пролиферация и апоптоз, коллагеногенез и формирование цирроза. Со времени появления первых зарубежных публикаций с признанием патогенетической роли бактерии Helicobacter pylori в развитии язв желудка и двенадцатиперстной кишки и гастритов, Л. И. Аруин своё основное внимание сосредоточил на всестороннем изучении этого вопроса. По его инициативе была создана Российская группа по изучению Helicobacter pylori, члены которой активно участвовали во всех мероприятиях Европейской группы (EHPSG) и в составе коллектива, руководимого академиком РАМН В. Т. Ивашкиным, были удостоены в 2006 году премии Правительства Российской Федерации.
Л. И. Аруин — автор более 200 научных работ, в числе которых: «Клиническая морфология печени» (1985), «Структурные основы адаптации и компенсации» (1987), «Язвенная болезнь и пилорический хеликобактер» (1993), «Хронический гастрит» (1993), «Морфологическая диагностика болезней желудка и кишечника» (1998). Его исследования были оценены престижными именными премиями АМН СССР и РАМН: имени И. В. Давыдовского (1983), С. П. Боткина (1989), Н. И. Пирогова, А. И. Абрикосова, а также премией мэра Москвы. Был награждён орденом Красной Звезды, медалями, бронзовой медалью ВДНХ.